# بولين روبنسون بوش
بولين روبنسون روبن بوش (20 ديسمبر 1949 - 9 أكتوبر 1953) كانت الطفلة الثانية والابنة الكبرى للرئيس الحادي والأربعين للولايات المتحدة، جورج بوش الأب، وزوجته السيدة الأولى باربرا بوش. بعد ولادتها في كاليفورنيا، انتقلت عائلتها إلى تكساس، حيث عاشت هناك معظم حياتها القصيرة.
في سن الثالثة، تم تشخيص إصابة روبن بسرطان الدم المتقدم. ونظرا لعدم تقدير وقت طويل للعيش، فقد نقلها والداها إلى مدينة نيويورك لتلقي العلاج، حيث أمضت الأشهر الستة التالية. وعلى الرغم من جهود الأطباء، توفيت قبل شهرين من عيد ميلادها الرابع. ودفعت وفاتها الأطباء إلى إنشاء مؤسسة لأبحاث سرطان الدم.